# Stöcken (adelsslægt)
Stöcken, senere fordansket Støcken, er en uddød dansk adelsslægt. Slægten havde også en borgerlig gren.
Den holstenske patricierslægt føres efter traditionen tilbage til en bygmester Heinrich Stöcken (Stecken) (ca. 1550), der skal være farfader til rådmand i Rendsborg Heinrich Stöcken (død 1643); dennes sønner var generalsuperintendent i Hertugdømmerne Christian Stöcken (1633-1684), professor juris i Strassburg, dansk råd Gerhard Stöcken (1629-1681) og rentemester Henrik (Heinrich) von Stöcken (1631-1681), der 1681 fik våbenbrev; han var fader til gesandt i Regensburg Cai Burchard von Stöcken (1661-1710), til admiral Christopher Ernst von Stöcken (1664-1711), til Abigael Marie von Stöcken (ca. 1661-1714), gift med overrentemester Peter Brandt (1644-1701), til Anna Margrethe von Stöcken (1668-1732), der ægtede overceremonimester, etatsråd Martin Conrad Biermann von Ehrenschild (ca. 1662-1715), til generalløjtnant Gerhard Christian von Stöcken (1671-1728) og til envoyé Hans Henrik von Stöcken (1666-1709), med hvis søn gehejmeråd Christian von Støcken (1694-1762) til Gammelgård denne linje uddøde.
Ovennævnte råd Gerhard Stöcken (1629-1681) var bedstefader til kommandant i Fladstrand, oberstløjtnant Johan Christian Frederik Støcken (1701-1764), hvis søn ejer af Gislingegård Friderich Carl Christian Støcken (1735-1776) var bedstefader til godsejeren og politikeren Carl Christian von Støcken (1799-1874) til Nibstrup (der skrev sig "von", selvom han ikke tilhørte den adlede linje).